# Аксел, Ричард
Ричард Аксел (англ. Richard Axel; род. 2 июля 1946, Нью-Йорк) — американский нейробиолог еврейского происхождения. Лауреат Нобелевской премии по физиологии и медицине за исследования в области изучения обонятельных рецепторов и организации системы органов обоняния.
Открыл семейство генов, кодирующие белки, которые улавливают запахи. Результаты его исследований позволили объяснить механизм работы органов обоняния.
Член Национальной академии наук США (1983), Американской академии искусств и наук (1983), Американского философского общества (2003), иностранный член Лондонского королевского общества (2014).
В 2016 году Ричард Аксел подписал письмо с призывом к Greenpeace, Организации Объединённых Наций и правительствам всего мира прекратить борьбу с генетически модифицированными организмами (ГМО).
Член редколлегии журнала Cell.
Женат на К. Баргманн.

## Награды
- 1982 — Премия Алана Уотермана
- 1983 — Eli Lilly Award in Biological Chemistry[англ.]
- 1989 — Премия Ричарда Лаунсбери[англ.], «For his discoveries elucidating gene structure in animal cells»
- 1996 — Премия Розенстила
- 1998 — Bristol-Myers Squibb Award[англ.] for Distinguished Achievement in Neuroscience Research
- 2002 — Нейронаучная премия Перла−UNC[англ.]
- 2003 — Международная премия Гайрднера
- 2004 — Нобелевская премия по физиологии и медицине
- 2007 — Медаль «Двойная спираль»[англ.]
- 2008 — Israel Cancer Research Fund Tower of Hope Dr. Daniel C. Miller Excellence in Science Award, Нью-Йорк
- 2011 — Ernst Knobil Lecture and Award, University of Texas Health Science Center at Houston
- 2014 — Charles Butcher Award in Genomics and Biotechnology, Колорадский университет в Боулдере

Почётный доктор трёх университетов.